# Пилкохвоста котяча акула ісландська
Пилкохвоста котяча акула ісландська (Galeus murinus) — акула з роду Пилкохвоста котяча акула родини Котячі акули. Інша назва «мишача пилкохвоста котяча акула».

## Опис
Загальна довжина досягає 49 см. Голова довга. Ніс притуплений. Очі не дуже великі, овальні, горизонтальної форми, з мигальною перетинкою. Під ними присутні невеличкі щічні горбики. За очима розташовані маленькі бризкальця. Ніздрі з трикутними носовими клапанами. Губні борозни чітко виражені, присутні в кутах рота. Рот помірно великий, широко зігнутий. Зуби дрібні, з багатьма верхівками, з яких центральна є високою та гострою, бокові — невеличкими і притупленими. У неї 5 пар коротких зябрових щілин. Тулуб помірно щільний, циліндричний. Грудні плавці великі, округлої форми. Має 2 спинних плавця однакового розміру, з округлими верхівками. Початок переднього спинного плавця розташовано навпроти кінця черевних плавців. Анальний плавець широкий та низький. Ширина його основа складає 12-13% довжини усього тіла акули. Хвостовий плавець вузький, гетероцеркальний. На верхній лопаті розташовано зубчастий гребінь, утворений великою шкіряною лускою.
Забарвлення сіро-коричнева, «мишача». Звідси походить інша назва цієї акули. Черево має трохи світліший колір. Ротова порожнина темно-сірого кольору.

## Спосіб життя
Тримається на глибинах від 380 до 1300 м, на континентальних схилах. Доволі млява й повільна акула. Полює біля дна, є бентофагом. Живиться дрібними ракоподібними, переважно креветками, головоногими молюсками, невеличкою костистою рибою, морськими черв'яками.
Це яйцекладна акула. Самиця відкладає 2 яйця у твердих капсулах золотаво-жовтого кольору. Вони 5,4-5,6 см завдовжки та 1,4-1,7 см завширшки. Яйця мають «волохатий» вигляд, в кутах розташовані вусики, якими вони чіпляються до ґрунту. Інкубаційний період сильно коливається: від 2-3 місяців до 1 року в залежності від температури навколишнього середовища. Народжені акуленята завдовжки 8-9 см.
Не є об'єктом промислового вилову.

## Розповсюдження
Мешкає від узбережжя Ісландії, Фарерських островів до Гебридських островів та узбережжя Шотландії й Ірландії. Також інколи зустрічається біля берегів Франції у Біскайській затоці, Західної Сахари.